# Бенчешть (Сучава)
Бенчешть, Бенчешті (рум. Băncești) — село у повіті Сучава в Румунії. Входить до складу комуни Мушеніца.
Село розташоване на відстані 391 км на північ від Бухареста, 38 км на північний захід від Сучави, 148 км на північний захід від Ясс.

## Населення
За даними перепису населення 2002 року у селі проживали 132 особи, усі — румуни. Усі жителі села рідною мовою назвали румунську.